# وكمارو

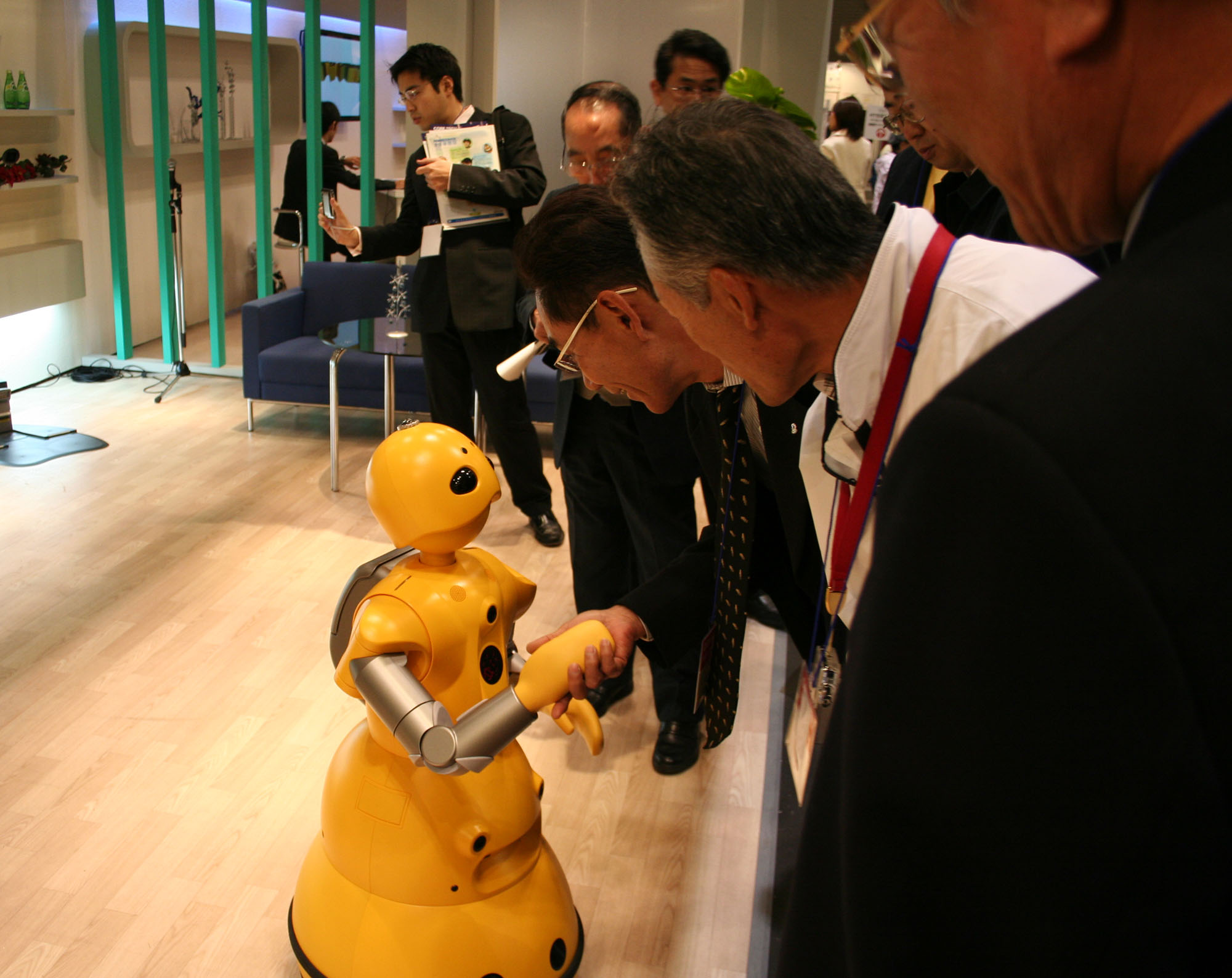
وكمارو يحي الناس.

وكمارو هو إنسان آلي من صنع شركة ميتسوبيشي اليابانية. لتوفير الرعاية بالمسنين بالدرجة الأولى. لون الروبوت أصفر، وطوله متر واحد ووزنه 30 كيلو جرام. تم بيعه لأول مرة بقيمة 14,000 دولار أمريكي.
يدار وكمارو بنظام التشغيل لينكس، ويمتلك قدرة على النطق بشكل محدود بصوت ذكر وأنثى، ويمتلك قدرة التعرف على الكلام. تشمل مهام الروبوت التذكير بمواعيد أخذ العلاج وطلب المساعدة عند اشتباه وجود مشكلة.

## وصلات خارجية
- الصفحة الرئيسية باللغة الإنجليزية.
- الصفحة الرئيسية باللغة اليابانية.